# سپاه تفنگداران دریایی اندونزی
سپاه تفنگداران دریایی اندونزی (اندونزیایی: Korps Marinir Republik Indonesia) سپاه تکاوری و تفنگدار دریایی زیرمجموعه نیروهای مسلح ملی اندونزی و تحت امر نیروی دریایی اندونزی است، که در سال ۱۹۴۵ تأسیس شد.